# Okalia globosa
Okalia globosa là một loài bọ cánh cứng trong họ Elmidae. Loài này được Kodada & Ciampor miêu tả khoa học năm 2003.